# Староштокавски дијалекти
Староштокавски дијалекти су дијалекти који су прије сеоба становништва и експанзије новоштокавских дијалеката простирали на средишњој територији штокавског нарјечја и то на потезу од Јадранског мора до дубоку у Панонску низију. Ширењем новоштокавских дијалеката ова територија је не само смањена него је и испресјецана новоштокавским говорима. Тим дјеловањем настале су двије зоне староштокавског, и то:
- (југо)источна зона и
- (сјеверо)западна зона.

Прву зону чине призренско-тимочки, зетско-рашки и косовско-ресавски дијалекат, док другу зону чине источнобосански и славонски дијалекат. Глава особина свих обих дијалеката је очување старих говорних особина, највише у прозодији. Посебно су архаични дијалекти славонски и зетско-рашки.